# Genisteina
La genisteina è uno dei tanti isoflavoni conosciuti.
La genisteina è stata isolata nel 1899 dalla tintura di ginestra (Genista tinctoria), di conseguenza, il nome chimico è derivato dal nome generico. Chimicamente è stata caratterizzata nel 1926, mentre la prima sintesi chimica è del 1928.
Gli isoflavoni, quali la genisteina e la daidzeina, si trovano in un certo numero di piante alimentari come fonte primaria di cibo tra queste il lupino, le fave, la soia, il kudzu, la psoralea e Maackia Amurensis ma anche in piante medicinali come la Flemingia Vestita e il caffè. La genisteina oltre agisce come antiossidante e antielmintico. In generale molti degli isoflavoni hanno dimostrato di agire sui recettori umani ed animali degli estrogeni, provocando effetti fisiologici simili a quelli causati dagli ormoni estrogeni; inoltre, hanno anche effetti farmacologici non ormonali.

## Proprietà chimiche
La sostanza solubile in DMSO ed etanolo, poco solubile in acqua.

## Farmacodinamica
Inibisce la proteina-tirosina chinasi della topoisomerasi II (DNA topoisomerasi, tipo II), è utilizzato come un farmaco antineoplastico e antitumorale. Sperimentalmente, è stato dimostrato di indurre l'arresto della fase G2 in linee cellulari umane e murine.
Genisteina mostra attività antiossidanti, antiangiogeniche ed immunosopressive.
Recenti studi indicherebbero come questo isoflavone può anche essere considerato come un farmaco per malattie genetiche ancora incurabili; quali la (CF) fibrosi cistica e la (MPS) mucopolisaccaridosi.
Studi in vitro e su modelli animali e studi clinici pilota studi suggeriscono che questo composto di origine vegetale può essere una speranza reale per i pazienti affetti da gravi malattie ereditarie con meccanismi patogenetici relativamente complesse, come quelle che interessano il sistema nervoso centrale.

## Ricerche in corso
Sono in corso 43 ricerche nel mondo che valutano il potenziale terapeutico di genisteina in diverse patologie.